# Fourneaux (Savoie)
Fourneaux település Franciaországban, Savoie megyében. Lakosainak száma 701 fő (2022. január 1.). Fourneaux Freney, Modane és Saint-André községekkel határos.

## Népesség
A település népességének változása:
| Lakosok száma | 668  | 666  | 680  | 676  | 682  | 691  | 698  | 700  | 701  |
|               | 2013 | 2015 | 2016 | 2017 | 2018 | 2019 | 2020 | 2021 | 2022 |